# Бойко-Гагарін Андрій Сергійович
Андрі́й Сергі́йович Бо́йко-Гага́рін (нар. 28 березня 1988, Київ)  — український історик, нумізмат та музеєзнавець. Автор більш ніж 350 наукових публікацій (станом на 2024 р.) у галузі нумізматики, боністики, фалеристики та музеєзнавства.

## Біографія та наукова діяльність
Народився 28 березня 1988 року у місті Києві.
З 2005 по 2010 рік вивчав економіку та фінансовий контроль, закінчивши фінансовий факультет Київський національний економічний університет ім. Вадима Гетьмана.
У 2011 році вступив до аспірантури Кіровоградський національний технічний університ, кафедри Архівознавства та документознавства під науковим керівництвом доктора історичних наук, професора Василя Михайловича Орлика.
У 2014 році успішно захистив дисертацію на здобуття наукового ступеня кандидата історичних наук на тему: "Монети Центральної та Східної Європи XIV—XVII ст.: процеси виготовлення та фальшування" за спеціальністю 07.00.06 — Історіографія, джерелознавство та допоміжні історичні дисципліни, будучи відрахованим з аспірантури через достроковий захист.
З 2015 року — провідний науковий співробітник сектору нумізматики, фалеристики, медальєрики і боністики в Національний музей історії України.
2017 року опублікував монографію на тему «Фальшивомонетництво у Центральній та Східній Європі в добу Середньовіччя та раннього Нового часу».
Автор більш ніж 350 наукових публікацій (станом на 2024 р.) у галузі нумізматики, боністики, фалеристики та музеєзнавства.
Вперше в Україні розробив методику проведення адаптованих занять з нумізматики для незрячих людей., отримавши патент на винахід корисної моделі під назвою «Нумізматична тактильна модель монети».
З 2020 року член Спілки краєзнавців України, активно сприяє збереженню національного культурного надбання, передав на постійне зберігання до фондів музеїв у різних містах України понад 300 предметів, що мають історичну та культурну цінність.
З 2020 року займає посаду старшого зберігача фондів відділу Музей грошей департаменту комунікацій Національного банку України. За сумісництвом викладає в Національній академії керівних кадрів культури і мистецтв, займаючи посаду доцента з наказу кафедри мистецтвознавчої експертизи ім. Казимира Малевича, викладаючи
експертизу предметів нумізматики та боністики, основи колекціонування та
музеєзнавство. Того ж року опубліковано авторську монографію з музейного маркетингу «Музей що заробляє. Manual для маркетолога», яка отримана низку
схвальних відгуків музейної спільноти.
2021 року здобув науковий ступінь доктора історичних наук, захистивши дисертацію на тему «Фальшивомонетництво в Україні в імперську добу (1795—1914)». Займає активну громадську позицію – брав участь у роботі Комітету
Міжнародної Премії ім. Івана Франка 2021 року та двічі взяв участь у роботі
Експертної ради з відбору книжкової продукції, що пропонується для поповнення
бібліотечних фондів від Українському інституті книги.
У складі команди фахівців з нумізматики та історії грошового обігу задіяний в
міжнародному нумізматичному проєкті «Flame. Framing the Late Antique and early
Medieval econome» за ініціативи Прінстонського університету (США) та Канадського
інституту українських студій (м. Едмонтон, Канада).